# Легия, Аугусто

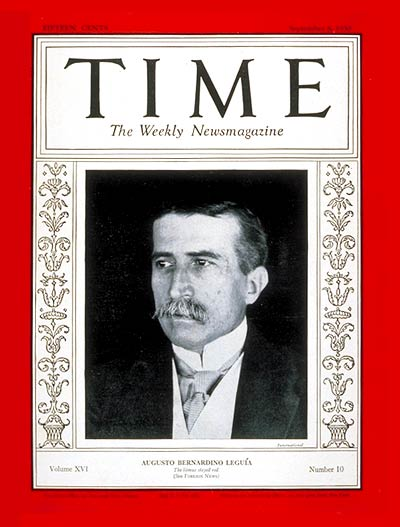
Аугусто Легия на обложке журнала TIME

Аугусто Бернардино Легия-и-Сальседо (исп. Augusto Bernardino Leguía y Salcedo; 19 февраля 1863 — 6 февраля 1932, Лима) — перуанский политик, дважды занимал пост президента Перу (1908—1912 и 1919—1930).
Аугусто Легия родился в 1863 году в одной из влиятельных олигархических семей Перу. Образование получил в Вальпараисо в Чили.
Служил в перуанской армии во время войны с Чили с 1879 по 1881 год. После войны он отправился в США и поступил на работу в Нью-Йоркскую страховую компанию.
К 1900 году Аугусто Легия стал весьма богатым и влиятельным человеком и вернулся в Перу. В 1903 году он начал свою политическую карьеру по предложению избранного президента Мануэля Кандамо. Президентом ему был предложен пост министра финансов, в правительстве он работал под руководством премьер-министра Хосе Пардо до смерти президента Кандамо в 1904 году. После избрания Хосе Пардо на пост президента в 1904 году Аугусто Легии был предложен пост премьер-министра, на котором он проработал до 1907 года, после чего ушёл в отставку для участия в предстоящих президентских выборах.

## Первое президентство
В 1908 году занял пост президента Перу, последовав за Хосе Пардо. На выборах Легия был поддержан впервые образовавшейся коалицией Гражданской и Конституционной партий Перу. Основные действия правительства Легии были направлены на улучшение общей социально-экономической ситуации в стране, а также на развитие промышленности Перу в целях создания в стране современного капиталистического общества.
29 мая 1909 года группа сторонников Демократической партии Пьеролы ворвалась в президентский дворец, требуя отставки президента. Среди нападавших были сыновья Николаса де Пьеролы Карлос, Исая и Амадео де Пьерола. Легия не согласился уйти в отставку даже перед лицом физической расправы, заговорщики похитили его и вывезли на площадь Инквизиции в Лиме и перед памятником Симону Боливару принародно вновь потребовали его отказаться от власти, однако и на этот раз Легия отказался. Полиция предприняла попытку освободить президента, открыв стрельбу, что привело к гибели более чем 100 человек, но президент был успешно освобождён.
В это правление Легии у Перу возникли пограничные конфликты сразу с пятью её соседями. Президенту Легии удалось уладить два из них, с Бразилией и Боливией, с которой была проведена граница по озеру Титикака.
В 1912 году после окончания президентских полномочий Легия отправился в Великобританию и США изучать банковское дело и финансы. В это время Легия вступил в конфликт с Гражданской партией, приведшей его к власти, и вышел из её членов. После Легии на пост президента был избран Гильермо Биллингхёрст, перуанский миллионер, занимавший до этого пост мэра Лимы.

## Второе президентство
В 1919 году Легия вновь стал президентом. Опасаясь, что прежнее правительство Хосе Пардо и Гражданская партия, с которой у него был конфликт и которая имела большинство в парламенте, не призна́ют его победу, Легия организовал военный переворот, который оказался удачным. После переворота Легия объявил себя временным президентом и распустил парламент, новоизбранный парламент назначил его конституционным президентом Перу.
Во время его президентства Перу праздновало столетие независимости от Испании.
В 1920 году подписал новую конституцию Перу, которая стала более либеральной и обеспечивала больше гражданских прав, а также обеспечивала неограниченное переизбрание президента. Однако Легия сам часто игнорировал положения этой конституции, особенно в отношении своих политических оппонентов, к которым применялись репрессивные методы ведения политической борьбы, из-за чего многие из них вынуждены были покинуть страну. Одним из таких его оппонентов был Виктор Рауль Айя де Ла Торре, известный перуанский политик, который, будучи в изгнании в Мексике, основал Американский народно-революционный альянс. Другим преследуемым противников Легии, вынужденным покинуть страну, был Хосе Карлос Мариатеги, впоследствии основатель и лидер Коммунистической партии Перу.
Среди положительных инициатив Аугусто Легии стала программа модернизации и развития столицы Лимы. В результате различных займов были изысканы средства на развитие здравоохранения, а также очистных сооружений столицы и ряда крупных городов. Также в его правление были основаны два новых крупных банка и реконструирован президентский дворец.
Были урегулированы ряд территориальных споров с Колумбией и Чили. 3 июня 1929 года в Лиме был подписан Лимский договор, положивший конец пограничному спору по поводу Такны и Арики, вернув первую Перу и сохранив вторую за Чили. В результате подписания этого договора был номинирован на Нобелевскую премию мира в 1930 году вместе с тогдашним президентом Чили Карлосом Ибаньесом.

## Свержение
Мировая депрессия истощила иностранные инвестиции в экономику Перу, общая социально-экономическая ситуация в стране существенно ухудшилась. В результате после одиннадцатилетнего пребывания у власти Аугусто Легия был отстранён от власти Луисом Мигелем Санчесом Серро. Легия был арестован 22 августа 1930 года в Арекипе и обвинён в незаконном присвоении государственных средств. Он оставался в заключении до февраля 1932 года, когда умер в военно-морском госпитале.